# Semir Štilić
Semir Štilić  (Sarajevo, Yugoslavia, 8 de octubre de 1987) es un futbolista internacional bosnio que juega como centrocampista en el Wisła Płock de la Ekstraklasa polaca. 

## Carrera de club
Štilić empezó su carrera con el FK Željezničar en 2005. Después de que tres temporadas con el Željezničar, Semir decide emigrar al extranjero por primera vez en su carrera, uniéndose al Lech Poznań el 11 de junio de 2008 por un contrato de cuatro años. Debutó con el conjunto polaco el 31 de julio ante el FK Khazar Lankaran de Azerbaiyán para la clasificación de la Europa League, y el 17 de agosto en la Ekstraklasa ante el Jagiellonia Białystok.
El 23 de julio de 2012, fichó por el Karpaty Lviv, quedándose en Ucrania por una temporada antes de marcharse en agosto de 2013 al Gaziantepspor turco. El 23 de enero de 2014, regresa a Polonia y firma un contrato de medio año con Wisła Cracovia.
El 13 de junio de 2015,  firmó un contrato de tres años con club chipriota APOEL FC. Hizo su debut con el APOEL el 21 de julio de 2015, en el empate 1–1 contra el FK Vardar en la segunda fase de la Liga de Campeones de la UEFA. Anotó su primer gol con el APOEL el 22 de agosto de 2015, en la victoria por 5 a 1 sobre el Ermis Aradippou de la Primera División chipriota. El 26 de agosto de 2015, Štilić marca un gol luego de un tiro libre contra FC Astaná en GSP Estadio, en el empate 1–1 por la Liga de Campeones de la UEFA.

## Carrera internacional
Štilić representó a la selección sub-21 de Bosnia y Herzegovina durante varios años, debutando oficialmente con la selección sub-21 el 15 de diciembre de 2007 ante un amistoso frente a la Selección de fútbol de Polonia, en donde el conjunto bosnio perdió 1 a 0.
Su debut internacional con la Selección de fútbol de Bosnia y Herzegovina se produjo el 30 de enero de 2008, en un partido amistoso contra Japón, el cual concluyó con una derrota por tres goles a cero tras entrar en el minuto 83.

## Palmarés
Lech Poznań
- Ekstraklasa: 2009–10
- Copa de Polonia: 2009
- Supercopa Polaca: 2010